# Pluie acide
Pour les articles homonymes, voir Acidification.

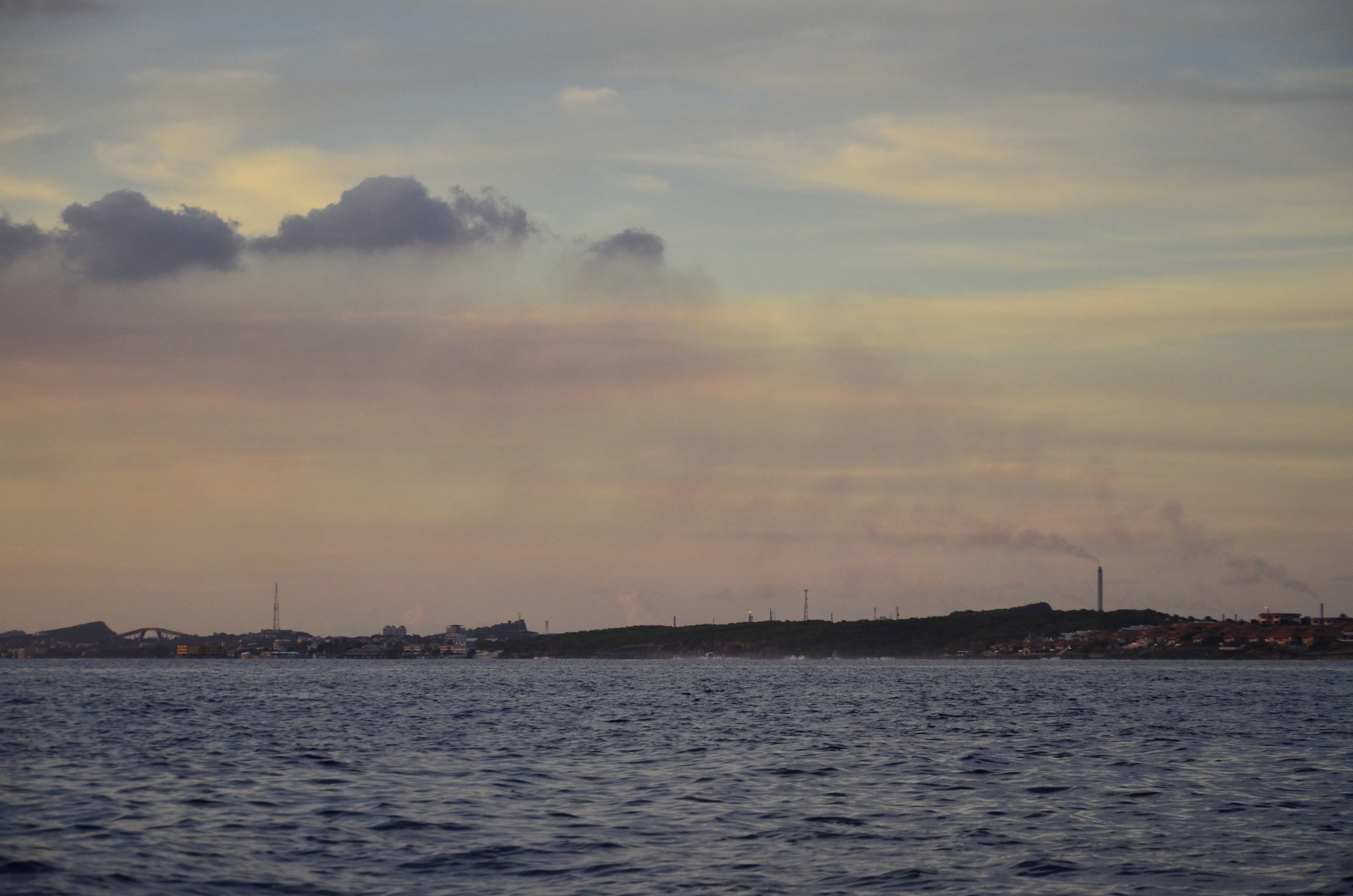
Des nuages acides peuvent se former à partir d'émissions de par des raffineries, comme ici à Curaçao.

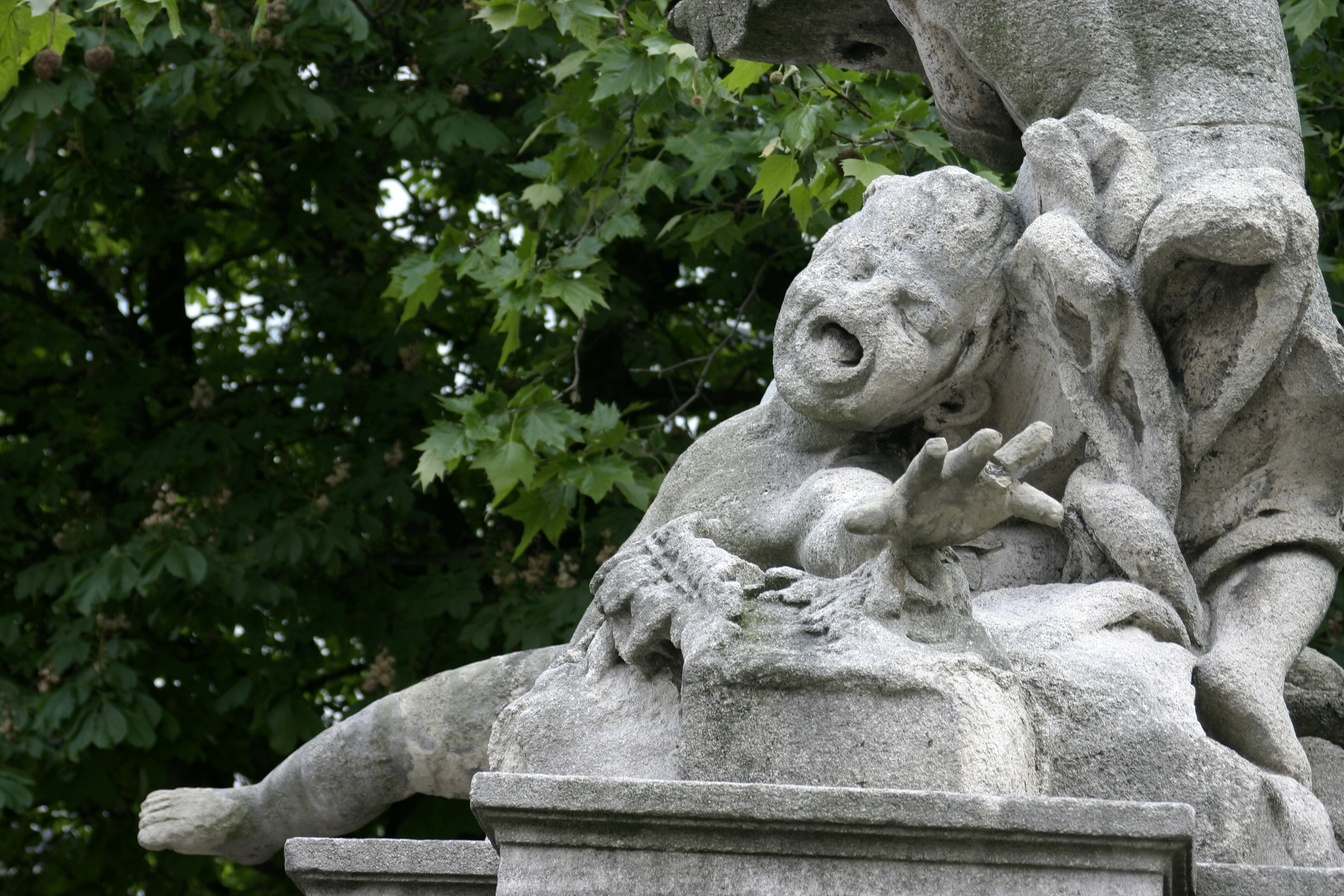
Les pluies et retombées acides endommagent gravement le patrimoine bâti et artistique (ici sculpture sur pierre calcaire).

L'expression « pluie acide » désigne toute forme de précipitations anormalement acides. On distingue les retombées humides (pluie, neige, brouillard, smog…) des retombées sèches (particules en suspension, gaz).
Cette expression a été utilisée pour la première fois par Robert Angus Smith en 1872 puis largement reprise dans les années 1960 à 1980 par les scientifiques qui ont alerté sur les effets délétères des combustibles fossiles pour l'environnement et la santé, via notamment une augmentation croissante des dépôts acides secs et surtout humides, provenant alors essentiellement des oxydes de soufre et d'azote, source d'anions essentiellement d'origine anthropique (SO2–
4 et NO–
3). L'expression « pluie acide » est parfois employée dans le langage courant pour désigner un ensemble plus vaste de phénomènes, les « dépôts acides » : ceux-ci incluent les précipitations acides (pluies et condensation), mais y ajoutent des poussières ou fumées ayant une action acidifiante sur leur environnement,,.
« Les pluies acides ont un pH d'environ 4,2 à 4,8, c'est-à-dire plus de dix fois plus acide (5,5 à 5,7) que le pH de l'eau de pluie dite pure » naturellement acide, notamment en raison du dioxyde de carbone de l'air (lui-même en augmentation régulière). Ces pluies acides sont l'une des « marques » de l'anthropocène. Elles ont des effets délétères sur la flore, la faune (dont l'Humain) et les écosystèmes, à l'échelle de biomes entiers parfois, ainsi que sur le patrimoine bâti. 
L'acidification des eaux météoriques contribue aussi à l'acidification des eaux de certaines sources, des eaux de ruissellement et des eaux de surface, ainsi qu'à l'acidification des océans. Les eaux acidifiées libèrent et dissolvent mieux certains produits toxiques (métaux lourds et métalloïdes notamment) qui sont alors plus mobiles et bioassimilables (ce qui peut notamment augmenter les risques de saturnisme quand elles circulent dans des tuyaux de plomb ou des réseaux de distribution contenant des soudures au plomb, dans les Vosges, par exemple, zone par ailleurs considérée comme écologiquement vulnérable à l'acidification, et qui a particulièrement souffert des pluies acides quand le fioul n'était pas encore désoufré à l'acidification en France).

## Origines
Les pluies sont naturellement très légèrement acides.
Dans la nature, une forte acidification des pluies peut ponctuellement et momentanément être naturellement induite par des éruptions volcaniques (on en retrouve des preuves dans les carottes de glace),. Ces dernières contiennent les traces de retombées anciennes et parfois massives d'acides sulfurique, fluorhydrique d'origine volcanique. Ce fut le cas par exemple lors des éruptions islandaises du Laki et du Tambora où les quantités totales d'acide sulfurique déposées ont été respectivement évaluées à 281 et 222 × 106 tonnes. Ce sont des retombées acides parmi plus importantes enregistrées dans l'enregistrement continu d'acidité de Dye 3 (soit depuis environ 10 000 ans, et avec des indices retrouvés jusque dans les carottes prélevées dans l'autre hémisphère, en Antarctique).
Mais l'acidification contemporaine des pluies a une origine presque exclusivement anthropique. La pluie lessive en effet l'atmosphère au-dessus des villes, des zones rurales ou des zones industrielles, des zones de fort trafic routier, fluvial et maritime ou aérien, où elle se chargent notamment de gaz susceptibles de se dissoudre dans l'eau en formant des espèces acides. Des particules acides, soufrées notamment peuvent même être des noyaux de nucléation pour les gouttes de pluie.

## Typologies chimiques et leurs évolutions
Les ions acides les plus souvent retrouvés dans les pluies, et plus encore dans les brouillards souvent, ont comme origines principales :
- oxydes de soufre (SO2 et SO3), émis par les volcans, mais surtout par l'industrie pétrolière, l'industrie lourde et les transports, maritimes notamment. Ce type de pluies acides, très nocives pour les arbres et les lichens, est en diminution là où l'on utilise du fioul et des carburants désoufrés ;
- oxydes d'azote (NO et NO2). 
Ces polluants réagissent dans l'atmosphère avec le dioxygène et l'eau pour former respectivement de l'acide sulfureux H2SO3 et de l'acide nitrique HNO3. Ce type de pluies acides est en augmentation et se substituent aux pluies acidifiées par les composés soufrés.

D'autres acides, plus ou moins présents et combinés, peuvent intervenir, souvent dans une moindre mesure, ou en étant très présent, mais sur des zones plutôt localisées (sous le vent de certaines industries et/ou de forte circulation) : 
- acide chlorhydrique (issu de la combustion de combustibles fossiles et autres produits chlorés, par l'industrie et l'incinération de déchets) ;
- acide fluorhydrique et hydrofluorique (HF), ou le bifluorure d'ammonium perdu dans l'air par les fonderies d'aluminium (qui utilisent cet acide pour extraire l'aluminium de la bauxite lors de l'électrolyse de l'aluminium qui se fait en présence de fondants fluorés ; « selon leur importance, les usines d'aluminium peuvent évacuer dans l'atmosphère entre 10 et 1 000 kg de fluor par jour, soit sous forme gazeuse, soit sous forme particulaire »)[14]. L'acide fluorhydrique peut aussi provenir d'éruptions volcaniques (ex. : éruption du volcan Laki en Islande, cause de brouillards et pluies très acides (avec de dépôts de fluorures toxiques), durant 8 mois d'émissions continues de gaz sulfurique et fluorhydrique entre 1783 et 1784, qui ont « décimé la population humaine et animale »[15],[16]), ou être anthropique, avec par exemple les industries de l'acier et du traitement de surface qui l'utilisent pour décaper l'acier avant le traitement ultérieur) ; par l'industrie des semi-conducteurs (qui l'utilise pour graver les circuits dans le silicium), par les briqueteries, tuileries et fabricants de céramiques et de produits réfractaires (certaines argiles sont riches en fluor, perdu dans l'air lors de la cuisson de l'argile[14], s'il n'y a pas de traitement adéquat des fumées)[17], par les producteurs de phosphates bruts (lors de la préparation des engrais super-phosphatés)[14] ; par la combustion de certains charbons (contenant de 80 à 300 ppm de fluor), ou encore par les grandes verreries ou cristalleries industrielles qui utilisent l'acide fluorhydrique pour graver, décorer ou opacifier le verre). Des pesticides organofluorés, pour certains très solubles dans l'eau existent aussi (ex. : dichlofluanide, à base d'acide phénoxypropionique, et bien d'autres insecticides, acaricides, rodenticides et herbicides fluorés)[14].
- ammonium ;
- acide formique, issu de réactions chimiques et photochimiques impliquant la combustion du bois et la dégradation photochimique du formaldéhyde (qui peut lui-même se former par photo-oxydation de composés organiques volatil émis par la flore via des processus révélés par la revue Nature en 2021)[18] et qui est en partie transformé en méthanediol (CH2(OH)2) qui réagit photochimiquement avec les radicaux OH pour former de l'acide formique dans la pluie[7] ;
- acide acétique (utilisé dans la fabrication du verre[réf. nécessaire] et émis lors de la fermentation du vinaigre) ;
- acide bromhydrique (HBr) issus des échappements de véhicules et de certaines industries ;
- acide carbonique, issu du CO2 émis, de manière croissante par les activités humaines, et par les incendies de forêt (le plus souvent aussi d'origine humaine)

Depuis la fin du XXe siècle, dans le monde l'acidité de la pluie a globalement beaucoup diminué, grâce à l'obligation de désulfuration de la plupart des fiouls et des fumées d'incinérateurs et de grandes industries (ex. : cimenteries). Mais il n'y a pas eu de retour à la normale, en raison de l'apparition d'un nouveau type de pluie dite mixte (associant un taux croissant d'acide nitrique qui compense en partie le taux décroissant d'acide sulfurique). En outre en chine, le taux de Ca2+ a dans le même temps diminué, alors que NH+
4 a légèrement augmenté (à la suite de la croissance des transports utilisant des carburants fossiles), et une étude récente a montré que la quantité de ces deux neutralisateurs (Ca2+ et NH+
4 sont des ions basiques) a diminué du nord au sud du pays,.

## Acidité de l'eau de pluie
Pour rappel, l'acidité d'une solution aqueuse est mesurée par son potentiel hydrogène (pH) :
- une solution de pH < 7 est dite acide ; plus le pH d'une solution est faible, plus elle est acide ;
- une solution de pH = 7 est dite neutre ;
- une solution de pH > 7 est dite basique, ou alcaline ; plus le pH d'une solution est élevé, plus elle est basique.

Pour rappel l'échelle de pH est une logarithmique. Ceci signifie que lorsque le pH diminue d'une unité (dans le domaine acide), l'acidité de la solution est multipliée par 10. Autrement dit : une solution de pH = 3 a une concentration en ions H+ 10 fois supérieure à une solution de pH = 4 et 100 fois supérieure à une solution de pH = 5. Ainsi, une solution de pH = 3 est 10 fois plus acide qu'une solution de pH = 4 ; 100 fois plus acide qu'une solution de pH = 5 ; et 1 000 fois plus acide qu'une solution de pH = 6.
- En conditions « normales », le pH de l'eau de pluie se situe autour de 5,6[21] : elle est donc naturellement légèrement acide, en raison essentiellement de la solvatation du dioxyde de carbone atmosphérique, qui forme de l'acide carbonique H2CO3 selon la réaction :

CO2(aq) + H2O(l)  {\displaystyle \rightleftharpoons }  H2CO3(aq)
- On parle généralement de pluie acide lorsque le pH de l'eau est inférieur à 4,5 ou 5.

Au XXe siècle, des études ont documenté des plus extrêmement acides et corrosives ; avec par exemple, des pluies dont le pH descendait à 4,5 en Italie (Pirretti, G., Agenzia Prevenzione Ambiente Energia Emilia-Romagna, cité par Nature), à 4,3 dans le New Hampshire aux États-Unis, étudiées par Buso et al. en 2000,. En 2000, on a mesuré une pluie aux États-Unis dont le pH était de 4,33. 
Comme le rapelle R.E Rothchild, nombre de ces polluants deviennent puissamment corrosifs s'ils sont mélangés entre eux (par exemple pour le mélange « sulfonitrique ») ou avec d'autres produits chimiques atmosphériques. Très localement, dans certaines zones industrielles (dans une verreries par exemple), les dépôts de vapeur d'acide fluorhydrique (secs et humides) peuvent attaquer le verre, y compris celui d'isolateurs de lignes électriques[réf. souhaitée].

## Origine des polluants acidifiants

Schéma explicatif de la formation des pluies acides.

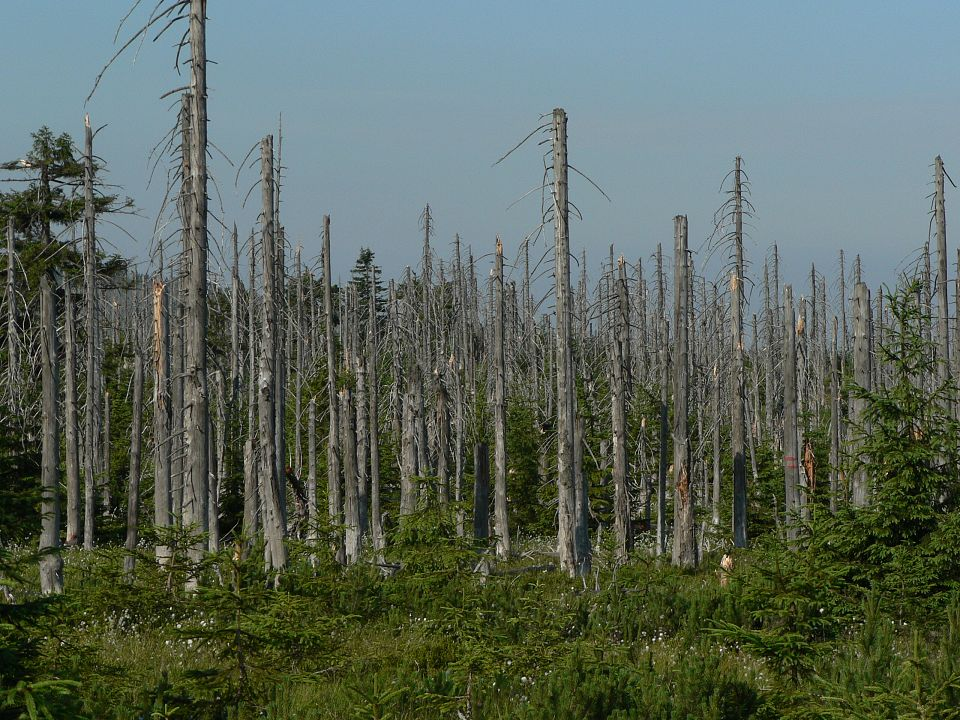
Une forêt dévastée par les pluies acides, République tchèque.

L'acidification peut être due à des émissions locales de polluants, mais aussi à des polluants transportés sur des centaines, voire des milliers de kilomètres. L'acidité de ces retombées a deux origines principales :
- des sources naturelles ou semi-naturelles : émissions volcaniques soufrées, oxydes d'azote produits par la foudre, gaz issus de certaines formes de décomposition biologique terrestres, ou émis par les océans, feux de forêts, etc. ;
- des sources anthropiques, dont l'industrie, les centrales électriques thermiques, le chauffage et les transports[25],[26].

Les pluies acides résultent essentiellement de la pollution de l'air par le dioxyde de soufre (SO2) produit par l'usage de combustibles fossiles riches en soufre, ainsi que des oxydes d'azote (NOx) qui se forment lors de toute combustion de l'atmosphère, produisant de l'acide nitrique.
En ce qui concerne l'action humaine sur l'environnement, les usines, le chauffage et la circulation routière sont les principales sources. L'acide chlorhydrique issu de l'incinération de certains déchets plastiques, et l'ammoniac généré par les activités agricoles contribuent également aux pluies acides.
Le composé azoté responsable de l'acidification des pluies est l'oxyde d'azote issu des combustions d'énergie fossile (charbon, pétrole et gaz) ou plus rarement de biomasse. Dans les sols, l'ammoniac est métabolisé par les bactéries du cycle de l'azote, ce qui le convertit en nitrite puis nitrate, qui forme le couple H+NO3− et contribue donc à acidifier le sol, mais n'est pas émis dans l'atmosphère.
D'autres produits, dont par exemple le dioxyde de carbone (CO2) (qui produit de l'acide carbonique lorsqu'il se dissout dans l'eau) et les acides fluorhydriques, sont en cause, mais dans une moindre mesure[réf. nécessaire].

## Répartition géographique et tendances récentes
Les pays industriels ont été les premiers touchés, et dans certains pays, le phénomène d'acidification induit par l'exploitation massive du charbon puis du pétrole, il y a plus d'un siècle se poursuit, plus ou moins selon la nature du sol, et le contexte environnemental, comme le montrent par exemple les analyses récentes faites à partir des cernes des arbres (dendrologie), en Suisse pour la période 1910-2017 ; les principales zones de production de polluants ont d'abord été les régions minières et industrielles de l'hémisphère nord, dont la Ruhr, la Lombardie, les anciens pays miniers français et anglais et ceux des États-Unis puis de la Chine. 
Portés par les vents (dominants ou non), les acides circulent dans l'atmosphère et peuvent retomber loin de leurs sources ; ainsi, une bonne partie des pluies acides de Scandinavie (où le pH de certains lac est descendu jusqu'à 1,8 au début des années 1970. Les taux de sulfates y augmentaient proportionnellement à l'augmentation observée des dépôts acides, qui décimaient la faune des lacs et de forêts dans ces années résultaient de la retombée de polluants accumulés par les masses d'air venant de la mer et ayant survolé l'Angleterre, la France, la Belgique et l'Allemagne ou certains pays de l'est. En Europe, en 1995, les charges critiques pour l'acidification étaient dépassées sur 75 millions d'hectares de sols forestiers d'Europe, et l'acidification a localement contribué à exacerber l'érosion des sols touchant à cette époque environ 115 millions d'hectares, et entraînant une chute de la fertilité agricole et naturelle.
Dans le monde, si l'acidification par le soufre tend à nettement diminuer, l'acidification par l'azote augmente ; et tous les pays industrialisés sont touchés. Le risque d'acidification figure dans les guides de cartographie de la CEE-ONU relatifs la charge critique d'acidité, pour notamment produire des cartes et instruments d'évaluation globale des risques (CLRTAP, 2017). selon Fagerli et al. en 2020, le seuil de la charge critique d'acidification est encore dépassé dans une grande partie de l'Europe (où les dégâts forestiers, suivis avec attention, sont en augmentation, dont en France, exacerbés par la pollution à l'ozone, l'eutrophisation, le réchauffement climatique et l'introduction d'espèces invasives). 

### En Europe
Dans l'UE, grâce à l'usage de fiouls et gaz mieux désoufrés, et « grâce » aux délocalisations d'industries lourdes polluantes, les retombées de soufre ont localement fortement diminué des années 1980 à 2000 , mais en 2000, « les dépôts acides restaient encore supérieurs aux seuils jugés critiques dans certaines parties d'Europe occidentale, mais le pourcentage de forêts affectées dans l'UE des 25 devrait décroître, passant de 23 % en 2000 à 13 % en 2020. L'ammoniaque devrait représenter la principale source d'acidification à l'avenir ».

## En Chine
Avec la poursuite des délocalisations industrielles et l'accroissement de l'utilisation de pétrole et charbon en Asie, le phénomène de pluies acide s'est déplacé vers l'Asie du Sud-Est et surtout en Chine (où les pluies acides sont encore dans les années 2020 un sujet très préoccupant),, avec environ 30 % des sols du nord de l'est et du sud du pays touchés au début des années 2000,,,, et une propagation du phénomène d'acidification des pluies, vers 2003-2006, en direction du nord de la Chine (à Taiyuan et Beijing notamment, dans la province du Liaoning et dans la province du Jilin,,.

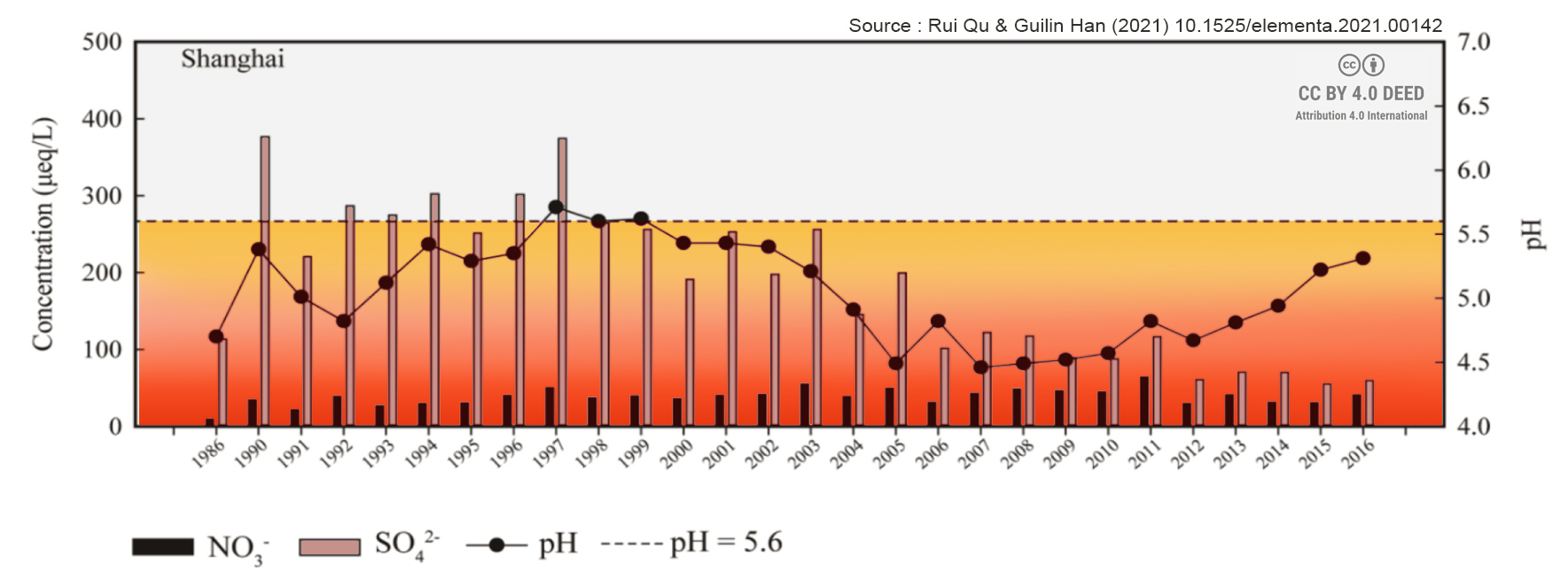
Exemple : évolution des pluies acides (concentration moyenne pondérée en volume d'anions acides, et valeur du pH moyen des pluies à Shangaï, sur 20 ans (de 1996 à 2016). Les barres verticales représentent les émissions acides humaines dans l'air, et la « courbe » montre la variation de l'acidité (pH) moyenne des pluies. Sous le pointillé horizontal, les pluies sont « acides », et dans le rouge elles sont très acide (pH = échelle logarithmique)

Les émissions d'oxydes d'azote et de dioxyde de soufre étaient vers 2005/2007 devenues 8 à 9 fois plus élevées en Chine que dans les pays développés. Les pluies acides touchent également le Japon. Les émissions de SO2 ont fortement augmenté à partir des années 1980, atteignant plus de 33 millions de tonnes en 2006 !,, pour ensuit décliner grâce à une généralisation de la désulfuration des gaz de centrales électriques,. Mais le pays en émettaient encore 28 millions de tonnes en 2010, une quantité restant très préoccupante selon Kurokawa et al. (2013). Depuis 2021, la réduction catalytique sélective (SCR) appliquée aux centrales au charbon a aussi réduite les émissions de NOx depuis 2012, mais le pays continue à brûler beaucoup de charbon soufré.
La Chine est devenue le premier émetteur d'oxyde d'azote et de dioxyde de soufre du monde, ainsi que de CO2, mais en grande partie pour produire des biens consommés dans le reste du monde. À partir de 2010, ce pays a réduit ses émissions de dioxyde de soufre, mais selon le Bulletin annuel sur l'état de l'environnement de Chine, en 2020 la « zone des pluies acides » (là où plus de 10 % des pluies sont acides) couvre encore environ 530 000 km2, soit 5,5 % du pays. Et environ 0,6 % du pays (dans le sud-est et dans villes côtières principalement) est encore soumis à des « pluies fortement acides » (pH < 4,5).

## Conséquences des pluies acides
L'acidification des précipitations a des conséquences (variant selon le type d'acide, sulfurique, nitrique, principalement) sur les champignons, les lichens et les végétaux (dont certains sont considérés comme bioindicateurs) et sur de nombreux animaux. 
Elle entraîne également l'acidification des sols, de certaines eaux douces de surface (lacs d'Europe du Nord par exemple) et l'acidification des océans.
L'acidité des lacs ou d'autres grandes masses d'eau empêche le développement normal des espèces et des végétaux qu'ils abritent et peut en modifier les équilibres écologiques et par suite les services écosystémiques fournis par les zones humides et les milieux aquatiques. La flore aquatique et riveraine est affaiblie, résiste moins bien aux maladies et aux hivers rigoureux. Les eaux et sols acidifiés libèrent plus facilement les métaux lourds ou métalloïdes contenus dans les sédiments et les sols des berges, qui peuvent alors contaminer l'écosystème et/ou affaiblir les arbres, voire les tuer dans les cas graves. La chaîne alimentaire est alors également touchée, et tous les animaux qui y participent ou en dépendent. Les oiseaux et mammifères aquatiques sont en particulier touchés.
Des traitements par épandage de produits calcaires sont faits pour éviter la mort écologique de milliers de grands lacs d'Europe du Nord. La part respective des acides naturels (acides organiques essentiellement) et des acides d'origine anthropique pourrait jouer un rôle ; par exemple en Nouvelle-Zélande on trouve des eaux brunes très acides (souvent pH de 4) en raison de teneurs élevées en acides organiques, avec alors plus de 90 % de l'aluminium dissous lié à de la matière organique, alors que dans des milieux acidifiés par l'Homme dans l'Hémisphère nord (où l'aluminium est présent sous une forme plus bioassimilable et toxique,), les poissons ont déjà disparu à un pH inférieur à 5. Dans le Westland de Nouvelle-Zélande 9 des 14 espèces natives de poissons sont trouvés dans les eaux brunes et acides présentant un pH inférieur à 5, et 7 espèces sont encore trouvées à un pH inférieur à 4,5. De même chez les invertébrés : 34 des 37 taxons d'insectes aquatiques les plus communs sont trouvés dans les cours d'eau du Westland à un pH < 5, pour 24 encore trouvés à un pH de moins de 4,5. Les espèces du Westland sont clairement adaptées aux milieux acides et il est possible que de telles souches acidorésitantes se substituent discrètement à d'autres espèces dans les milieux récemment acidifiés par l'Homme.

### Conséquences sur la flore

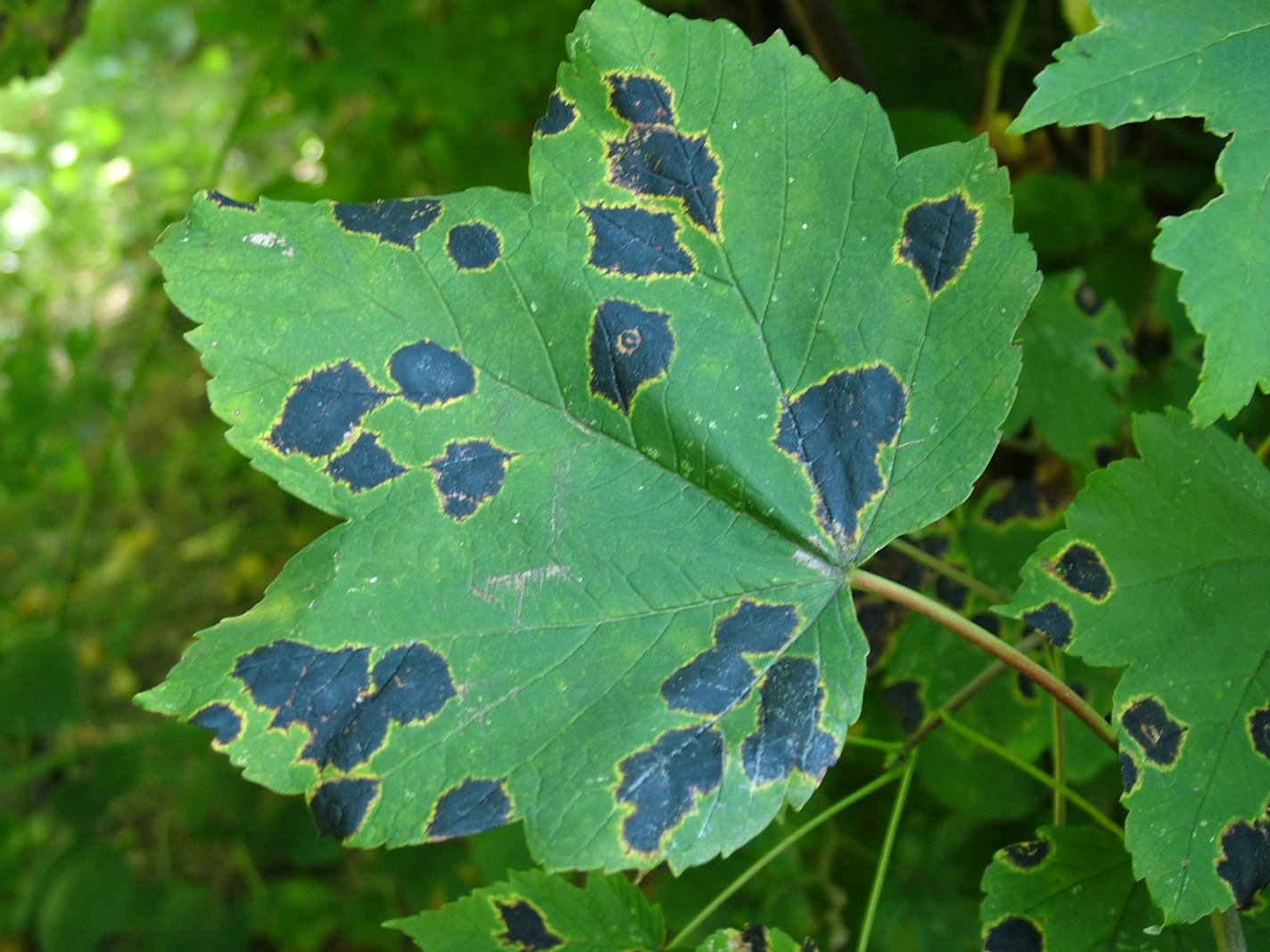
Champignon dénommé Tache goudronneuse (Rhytisma acerinum) attaquant typiquement l'érable sycomore affaibli par l'acidité de l'air ou des pluies.

Les conséquences sur la flore sont nombreuses, et comprennent à la fois les conséquences directes de l'acidité du sol, mais aussi un appauvrissement du sol en raison d'un lessivage accru en milieu acide.
Certains champignons phytopathogènes comme Rhytisma acerinum peuvent être favorisés.
Une autre conséquence des pluies acides sur la flore est le dépérissement important des forêts boréales et tempérées. Les lésions apparaissent d'abord sur les conifères, dont les aiguilles, exposées toute l'année, jaunissent et tombent. L'arbre, conifère ou feuillu, subit une défoliation progressive, se dessèche et meurt sur pied.

### Effets sur la faune
Dans les années 1980, des biologistes scandinaves montre que les poissons, et notamment les salmonidés (saumon, omble chevalier, truites…), le gardon, le vairon ont une reproduction qui est affectée dès que le pH passe sous 5,5 (la perche et le brochet) se montrant un peu plus résistants). Les salmonidés sont particulièrement affectés par l'acidification des cours d'eau et ses effets sur la toxicité des métaux, y compris de l'aluminium environnemental,,,,,. 
De nombreux effets (directs et souvent indirects ; immédiats et surtout différés) sur la faune sont démontrés, y compris chez des espèces réputées extrêmement résistantes comme les tardigrades. 
Parmi le phytoplancton d'eau douce, presque toutes les espèces de diatomées et d'algues vertes disparaissent en dessous d'un pH de 5,8 ; et dans le zooplancton, la plupart des espèces de daphnies disparaisse dès 6,0. Certains lacs scandinaves étaient dans les années 1980-1990 devenus si acides, que tous les poissons et crustacés y avaient complètement disparu. Beaucoup ont fait l'objet de déversement de chaux pour tamponner leur pH. De manière synergique avec d'autres pollutions (eutrophisation notamment) l'acidification des lacs et des cours d'eau peut fortement modifier la composition des populations de poissons et invertébrés.
Les effets peuvent être directs par attaque de la peau, des cuticules, muqueuses et organes respiratoires par les polluants acides de l'air, ou par contact externe ou interne avec l'eau polluée (comme on le voit dans le film Microcosmos : Le Peuple de l'herbe, de nombreux insectes boivent les gouttes de rosée). Des effets indirects, différés et en cascade sur les écosystèmes et le réseau trophique existent, évidents par exemple quand des populations entières d'arbres meurent.
Les chlorures, fluorures et métaux lourds peuvent mieux circuler et s'accumuler dans le sol ou le sédiment acidifié, à des niveaux toxiques pour les invertébrés. Les espèces sensibles ou plus vulnérables (filtreurs) aux métaux sont remplacées par celles qui sont plus tolérantes. Ainsi, les espèces aux corps mous telles que les vers de terre et les nématodes semblent être affectées plus facilement par les concentrations élevées en métaux (sauf les enchytraéidés qui y résistent mieux).
Par ailleurs, les invertébrés jouent un rôle important dans la décomposition des bois morts, feuilles mortes, cadavres animaux et excréments sur le sol des forêts. Or, quand que ces matériaux s'y accumulent sans être décomposés, la libération de leurs éléments minéraux est retardée, et la biodisponibilité des éléments nutritifs aux plantes et décomposeurs est réduite. Les herbivores sont finalement affectés quand la quantité ou la qualité de leur approvisionnement alimentaire diminue. Leurs prédateurs carnivores sont par suite également affectés.
En outre, bien que les oiseaux et les mammifères ne soient pas directement affectés par l'acidification de l'eau, ils le sont indirectement par des changements dans la qualité et la quantité de leurs ressources en nourriture. En Écosse, par exemple, les loutres sont plutôt rares autour des ruisseaux et des rivières acides parce que leurs approvisionnements principaux, les poissons, sont moins présents.
Depuis les années 2000 des chercheurs comme Jeziorski et al. (2008) alertent sur le fait que l'acidification des milieux inhibe la bonne fixation du calcium chez de nombreuses espèces aquatiques, un minéral qui est un élément vital pour les animaux à coquilles (escargots, bivalves, etc. notamment au stade larvaire et jeune où ils sont très vulnérables), ou pour des animaux ayant au moins un organe vital constitués de carbonate de calcium, comme les tardigrades qui se nourrissent grâce à des stylets perforants en aragonite. 
Pour les mammifères et les oiseaux, un approvisionnement diététique adéquat leur est crucial pendant la reproduction (les oiseaux ont besoin de calcium pour la bonne formation des coquilles d'œufs et pour la croissance squelettique de leurs progénitures). Les mammifères femelles en ont besoin pour le développement squelettique de leurs fœtus. Enfin, beaucoup d'espèces invertébrées, par exemple mollusques et crustacés, ont des besoins en calcium qui ne peuvent plus être satisfaits au-delà d'un certain seuil de pH. Elles sont parmi les premières à disparaître en cas d'acidification des terres marécageuses ou d'eaux douces ou marines.

### Effets sur le patrimoine bâti et historique
L'acidité des pluies peut accélérer l'érosion naturelle de nombreux matériaux, notamment calcaires, ainsi que la corrosion de certains métaux (le plomb qui tient les vitraux). Les pierres calcaires tendres, certains marbres et tuffeaux y sont les plus sensibles. Cela a d'abord été remarqué en Europe sur de nombreuses cathédrales dont la pierre s'est rapidement dégradée de la fin du XIXe siècle aux années 1990, par exemple en Angleterre pour les cathédrales telles que la cathédrale d'York et l'abbaye de Westminster. De nombreux autres bâtiments et éléments construits du patrimoine mondial ont été attaqués ces dernières années par l'acidité de l'air, dont le Taj Mahal en Inde et le Colisée à Rome, surtout dans les régions industrielles.

## Réactions, évolutions législatives

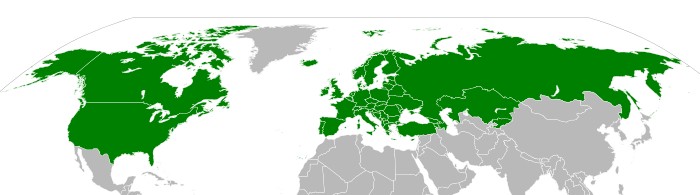
Carte des États ayant ratifié la Convention sur la pollution atmosphérique transfrontière à longue distance (en vert), convention initialement motivée par les pluies acides, entrée en vigueur le 28 janvier 1988, soit neuf ans après sa signature, en raison de la lenteur des ratifications par les États parties prenantes.

Comme en témoignent des études publiées au Canada en 1939 puis en 1947 des scientifiques avaient déjà clairement montré que l'acidité induite par les émissions de soufre dans l'air pouvait gravement affecter la flore. Il faut cependant attendre les années 1970 et l'apparition des premiers ministères de l'environnement, pour que les émissions anthropiques soufrées, et les pluies acides commencent à être envisagées puis traitées en tant que problème transfrontalier, aux échelles régionales nationales et planétaire, tout comme le trou de la couche d'ozone. 
Des stratégies écologiques et réglementaires, à la fois locales et globales, ont alors mobilisé, de manière historique et soutenue, de nombreuses instances académiques, associatives et territoriales (Union européenne et OCDE y compris), ainsi que des entreprises, sous l'égide de l'Europe et de l'ONU notamment et de nombreuses instances depuis plus d'un demi-siècle. Les données scientifiques et modélisations prospectives issues d'études de terrain à grande échelle, appuyées sur le concept de charges critiques, démontrant des effets parfois mortels sur la santé-environnementale et humaine,,, ont été relayées par les médias. Combinées à l'inquiétude du public face au dépérissements massifs des forêts nordiques et d'Europe centrale et de l'Est, ont conduit à des réactions politiques concertées et efficaces, d'abord en Europe et en Amérique du Nord avec des mesures et coopérations, transfrontalières et transnationales notamment cadrées par la Convention de la CEE sur la pollution atmosphérique transfrontière à longue distance. 
Ces mesures ont fait qu'en quelques décennies, les émissions atmosphériques soufrées ont été considérablement réduites, avec conséquemment une diminution de leurs impacts sur l'air, les pluies et les écosystèmes. Ces progrès ont été visibles de tous aux échelles paysagères, en Scandinavie et au Canada, via une meilleure santé des arbres et le retour de lichens bioindicateurs d'un air moins acide et en Europe du nord notamment, mais d'autres sources d'acidification de l'air et des pluies sont apparues. 
L'étude des solutions aux pollutions acides a évolué, depuis les premiers essais de désacidification d'eaux douces visant à sauver certaines ressources piscicoles, dès les années 1920, suivis de l'étude des liens entre pluies acides et l'acidification des milieux, à la fin des années 1950, jusqu'aux grands concepts sur les causes et effets des pluies acides à la fin des années 1960.
Trois articles, respectivement en 1974, 1976 et 1988 ont élargi la compréhension du phénomène en mobilisant et combinant les apports de la chimie analytique, de la biochimie, de la limnologie, de l'écologie, de la physiologie et même de la génétique. Selon Bjørn Olav Rosseland, de l'Université norvégienne des sciences de la vie (NMBU) : « Peu de problèmes environnementaux, voire aucun, ont conduit à une telle prise de conscience du public, à des décisions politiques et à des limitations aussi contraignantes que l'histoire des pluies acides. Les précipitations acides et les problèmes d'acidification existent toujours, mais à une pression plus faible, et le chaulage a été réduit en conséquence. Cependant, les réponses biologiques dans le processus de rétablissement sont lentes et retardées. Le besoin de science fondamentale, d'études multidisciplinaires, de longues séries chronologiques de données de haute qualité, est un héritage de l'ère des pluies acides, et doit constituer la plate-forme de tous les futurs projets environnementaux. »
La conférence internationale sur l'arbre et la forêt SILVA, à la Sorbonne, à Paris, en février 1986 a réuni autour du président français François Mitterrand et du chancelier ouest-allemand Helmut Kohl, dont les deux pays sont lourdement touchés par les pluies acides, une soixantaine de chefs d'État et de gouvernement pour débattre des actions à mener.
En 1988, le traité de la Convention sur la pollution atmosphérique transfrontalière à longue portée ; Convention on Long-Range Transboundary Pollution) entre en vigueur, 9 ans après signature de la convention, engageant les signataires à limiter les émissions d'oxydes d'azote à leur niveau de 1987.
La Commission européenne se préoccupe de la question, avec des normes européennes et nationales qui ont permis une forte diminution de la pollution acide de l'air des années 1980 aux années 2000.
Diverses législations cherchent à limiter le niveau de polluants libérés pour l'adapter à la charge critique (niveau maximal de polluants pouvant être tolérés) du milieu, voire moins. Pour cela, la composition de certains carburants a été modifiée, et certains moteurs ont été adaptés. Des filtres ou des systèmes de purification des effluents gazeux sont installés en amont des cheminées d'usines polluantes. Les pots catalytiques sur les véhicules sont obligatoires dans un nombre croissant de pays.

## Évocations dans la fiction

### Littérature
Le roman de science-fiction La Cinquième Saison de N. K. Jemisin imagine le quotidien des habitants d'une planète où survient tous les quelques siècles une cinquième saison faite de pluies acides et d'autres catastrophes naturelles, et à laquelle les populations se préparent longuement.

### Cinéma
Le film de science-fiction français Acide, réalisé par Just Philippot en 2023, imagine des pluies acides dans le Nord de la France dans un futur proche.

### Jeux de société
Le jeu de rôle sur table Gamma World, conçu par James M. Ward et Gary Jaquet et publié par TSR en 1978, se déroule dans un futur lointain post-apocalyptique où le climat est devenu hostile et où les pluies acides sont fréquentes.

### Filmographie
- Film pédagogique de l'INRA sur l'histoire de la prise de conscience du phénomènes des pluies acides et de leurs conséquences